# Aproximação de Born-Oppenheimer
Em 1927, Max Born e Robert Oppenheimer propuseram uma forma de simplificar o problema de sistemas poliatômicos. A aproximação de Born-Oppenheimer (ABO) consiste na percepção de que, como os núcleos são muito mais pesados que os elétrons, eles se movem de forma muito lenta em relação aos elétrons.  Desta forma, o núcleo experimenta os elétrons como se estes fossem uma nuvem de carga, enquanto os elétrons sentem os núcleos como se estes estivessem estáticos. Desta forma, os elétrons adaptam-se  quase instantaneamente a qualquer posição dos núcleos.
Sem este desacoplamento, resulta praticamente impossível o trabalho em Química quântica, física molecular ou física do estado sólido, devido a dificuldade de se encontrar soluções para os problemas que envolvem mais de dois corpos. A consideração explícita do acoplamento dos movimentos eletrônico e nuclear (geralmente, através de outro tipo de simplificações), conhece-se como acoplamento elétron-fônon em sistemas periódicos ou acoplamento vibrônico em sistemas moleculares.
Deve-se destacar que a ABO está umbilicalmente ligada à forma com que a teoria e o raciocínio químicos são desenvolvidos. Sem ela não é possível preservar conceitos básicos como o de estrutura molecular e estrutura química dentro de uma descrição quântica. A estrutura molecular está associada a um mínimo na superfície de energia potencial (SEP) de uma molécula. Já o conceito de estrutura química, que pode ser pensando como o melhor arranjo dos elétrons da camada de valência dos átomos para formar a molécula, porém, só pode ser estendido ao ponto de vista quântico se estados de um elétron puderem ser determinados, ou seja, só pode ser feito por meio do uso de um modelo de partículas independentes (MPI), o que no jargão químico ocorre com o uso do termo orbital, o que se trata de uma idealização para sistemas com mais de um elétron. Uma vez que muito do desenvolvimento do raciocínio químico depende desses conceitos, é natural adotar abordagem teóricas que os preservem.

## Descrição
O hamiltoniano de uma molécula ou sistema poliatômico genérico é dado por: 
{\displaystyle H=-\sum _{A=1}^{M}{{\frac {1}{2M_{A}}}\nabla _{A}^{2}}+(-\sum _{i=1}^{N}{{\frac {1}{2}}\nabla _{i}^{2}}-\sum _{i=1}^{N}\sum _{A}^{M}{\frac {Z_{A}}{r_{iA}}}+\sum _{i=1}^{N}\sum _{j>i}^{N}{\frac {1}{r_{ij}}})+\sum _{A=1}^{M}\sum _{B>A}^{M}{\frac {Z_{A}Z_{B}}{R_{AB}}}=T_{N}+H_{el}+V_{NN}}
Esse é o operador Hamiltoniano que contém toda a química. {\displaystyle T_{N}} é operador energia cinética dos núcleos, {\displaystyle H_{el}} é Hamiltoniano do problema eletrônico e {\displaystyle V_{NN}} é operador de energia potencial de repulsão núcleo-núcleo. 
Se a função de onda total é separada em uma contribuição eletrônica e outra nuclear: 
{\displaystyle \psi _{total}(\mathbf {r} ,\mathbf {R} )=\psi _{el}(\mathbf {r} ;\mathbf {R} )\chi _{Nuc}(\mathbf {R} )}
onde r representa as coordenadas eletrônicas e R as coordenadas nucleares.  {\displaystyle \psi _{\mathrm {el} }}é a função de onda eletrônica e  {\displaystyle \chi _{\mathrm {Nuc} }}é a função de onda nuclear. Deve-se notar que  {\displaystyle \psi _{\mathrm {el} }} depende não só explicitamente da posição dos elétrons r, mas também implicitamente das posições dos núcleos R.  
Para a equação de Schrödinger independente do tempo: 
{\displaystyle H\psi _{total}=E_{total}\psi _{total}}
{\displaystyle T_{N}\psi _{el}\chi _{Nuc}+H_{el}\psi _{el}\chi _{Nuc}+V_{NN}\psi _{el}\chi _{Nuc}=E_{total}\psi _{el}\chi _{Nuc}}
O problema total será resolvido, primeiro, a partir da resolução do problema eletrônico depois da aproximação do problema nuclear. O problema eletrônico é: 
{\displaystyle H_{el}(r;R)\psi _{el}(\mathbf {r} ;\mathbf {R} )=E_{el}\psi _{el}(\mathbf {r} ;\mathbf {R} )}
com a energia eletrônica dependendo parametricamente das posições nucleares. Assim, o problema total pode ser reescrito como: 
{\displaystyle T_{N}\psi _{el}\chi _{Nuc}+(E_{el}+V_{NN})\psi _{el}\chi _{Nuc}=E_{total}\psi _{el}\chi _{Nuc}}
{\displaystyle -\sum _{A=1}^{M}{{\frac {1}{2M_{A}}}\nabla _{A}^{2}}\psi _{el}\chi _{Nuc}+U(\mathbf {R} )\psi _{el}\chi _{Nuc}=E_{total}\psi _{el}\chi _{Nuc}}
O operador laplaciano na equação acima atua nas coordenadas nucleares, trabalhando apenas nele: 
{\displaystyle {\nabla ^{2}}\psi _{el}\chi _{Nuc}=\nabla (\psi _{el}\nabla \chi _{Nuc}+\nabla \psi _{el}\chi _{Nuc})=\psi _{el}{\nabla ^{2}}\chi _{Nuc}+\chi _{Nuc}{\nabla ^{2}}\psi _{el}+2\nabla \psi _{el}\chi _{Nuc}\thickapprox \psi _{el}{\nabla ^{2}}\chi _{Nuc}}
A equação acima foi obtida com a consideração que as variações na função de onda eletrônica são muito pequenas com a variação da posição nuclear, essa aproximação é chamada de aproximação adiabática, e é comumente confundida ou intercambiada com a ABO. Substituindo esse resultado no problema original, obtemos que: 
{\displaystyle [\sum _{A=1}^{M}{{\frac {1}{2M_{A}}}\nabla _{A}^{2}}+U(\mathbf {R} )]\chi _{Nuc}=E_{total}\chi _{Nuc}}
A função {\displaystyle U(\mathbf {R} )} que aparece na expressão acima parece com um potencial, mas não é um de fato pois inclui as contribuições cinéticas dos elétrons. Contudo, a forma da equação sugere a interpretação de um potencial efetivo no qual os núcleos se movem e recebe o nome de superfície de energia potencial (SEP). A solução da equação acima para função de onda nuclear leva aos níveis de energia para as vibrações e rotações moleculares, que são fundamentais em estudos espectroscópicos com a espectroscopia de infravermelho (IV), Raman e espectroscopia de micro-ondas.

## Derivação[5]
Será discutido como a aproximação BO pode ser derivada e sob quais condições ela é aplicável. Ao mesmo tempo, mostraremos como a aproximação BO pode ser aprimorada pela inclusão do acoplamento vibrônico. Para tanto, a segunda etapa da aproximação BO é generalizada para um conjunto de equações de autovalores acopladas, dependendo apenas das coordenadas nucleares. Os elementos fora da diagonal nessas equações são mostrados como termos de energia cinética nuclear.
Será demonstrado que a aproximação BO pode ser confiável sempre que os PESs, obtidos a partir da solução da equação eletrônica de Schrödinger, estiverem bem separados:
{\displaystyle E_{0}(\mathbf {R} )\ll E_{1}(\mathbf {R} )\ll E_{2}(\mathbf {R} )\ll \cdots {\text{ for all }}\mathbf {R} }.
Começamos com o hamiltoniano molecular exato não relativístico e independente do tempo:
{\displaystyle H=H_{\text{e}}+T_{\text{n}}}
with
{\displaystyle H_{\text{e}}=-\sum _{i}{{\frac {1}{2}}\nabla _{i}^{2}}-\sum _{i,A}{\frac {Z_{A}}{r_{iA}}}+\sum _{i>j}{\frac {1}{r_{ij}}}+\sum _{B>A}{\frac {Z_{A}Z_{B}}{R_{AB}}}\quad {\text{and}}\quad T_{\text{n}}=-\sum _{A}{{\frac {1}{2M_{A}}}\nabla _{A}^{2}}.}
Os vetores posição {\displaystyle \mathbf {r} \equiv \{\mathbf {r} _{i}\}} dos elétrons e os vetores posição {\displaystyle \mathbf {R} \equiv \{\mathbf {R} _{A}=(R_{Ax},R_{Ay},R_{Az})\}} dos núcleos são em relação a um referencial inercial cartesiano. As distâncias entre partículas são escritas como {\displaystyle r_{iA}\equiv |\mathbf {r} _{i}-\mathbf {R} _{A}|} (distância entre o elétron i e o núcleo A) e definições semelhantes são válidas para {\displaystyle r_{ij}} e {\displaystyle R_{AB}}.
Assumimos que a molécula está em um espaço homogêneo (sem força externa) e isotrópico (sem torque externo). As únicas interações são as interações de Coulomb de dois corpos entre os elétrons e os núcleos. O hamiltoniano é expresso em unidades atômicas, de modo que não vemos a constante de Planck, a constante dielétrica do vácuo, a carga eletrônica ou a massa eletrônica nesta fórmula. As únicas constantes que entram explicitamente na fórmula são ZA e MA – o número atômico e a massa do núcleo A.
É útil introduzir o momento nuclear total e reescrever o operador de energia cinética nuclear da seguinte forma:
{\displaystyle T_{\text{n}}=\sum _{A}\sum _{\alpha =x,y,z}{\frac {P_{A\alpha }P_{A\alpha }}{2M_{A}}}\quad {\text{com}}\quad P_{A\alpha }=-i{\frac {\partial }{\partial R_{A\alpha }}}.}
Suponha que temos K autofunções eletrônicas {\displaystyle \chi _{k}(\mathbf {r} ;\mathbf {R} )} de {\displaystyle H_{\text{e}}}; ou seja, resolvemos
{\displaystyle H_{\text{e}}\chi _{k}(\mathbf {r} ;\mathbf {R} )=E_{k}(\mathbf {R} )\chi _{k}(\mathbf {r} ;\mathbf {R} )\quad {\text{para}}\quad k=1,\ldots ,K.}
As funções de onda eletrônicas {\displaystyle \chi _{k}} serão consideradas reais, o que é possível quando não há interações magnéticas ou de spin. A dependência paramétrica das funções {\displaystyle \chi _{k}} em relação às coordenadas nucleares é indicada pelo símbolo após o ponto e vírgula. Isso indica que, embora {\displaystyle \chi _{k}} seja uma função real de {\displaystyle \mathbf {r} }, sua forma funcional depende de {\displaystyle \mathbf {R} }.
Por exemplo, na aproximação molecular-orbital-linear-combinação-de-orbitais-atômicos (LCAO-MO), {\displaystyle \chi _{k}} é um orbital molecular (MO) dado como uma expansão linear de orbitais atômicos (OAs). Um OA depende visivelmente das coordenadas de um elétron, mas as coordenadas nucleares não são explícitas no MO. No entanto, com a mudança da geometria, ou seja, mudança de \mathbf{R}, os coeficientes do LCAO obtêm valores diferentes e vemos mudanças correspondentes na forma funcional do MO.
Assumiremos que a dependência paramétrica é contínua e diferenciável, de modo que é significativo considerar
{\displaystyle P_{A\alpha }\chi _{k}(\mathbf {r} ;\mathbf {R} )=-i{\frac {\partial \chi _{k}(\mathbf {r} ;\mathbf {R} )}{\partial R_{A\alpha }}}\quad {\text{para}}\quad \alpha =x,y,z,}
que em geral não será zero.
A função de onda total {\displaystyle \Psi (\mathbf {R} ,\mathbf {r} )} é expandida em termos de {\displaystyle \chi _{k}(\mathbf {r} ;\mathbf {R} )}:
{\displaystyle \Psi (\mathbf {R} ,\mathbf {r} )=\sum _{k=1}^{K}\chi _{k}(\mathbf {r} ;\mathbf {R} )\phi _{k}(\mathbf {R} ),}
com
{\displaystyle \langle \chi _{k'}(\mathbf {r} ;\mathbf {R} )|\chi _{k}(\mathbf {r} ;\mathbf {R} )\rangle _{(\mathbf {r} )}=\delta _{k'k},}
e onde o subscrito {\displaystyle (\mathbf {r} )} indica que a integração, implícita na notação bra–ket, é apenas sobre coordenadas eletrônicas. Por definição, a matriz com elemento geral
{\displaystyle {\big (}\mathbb {H} _{\text{e}}(\mathbf {R} ){\big )}_{k'k}\equiv \langle \chi _{k'}(\mathbf {r} ;\mathbf {R} )|H_{\text{e}}|\chi _{k}(\mathbf {r} ;\mathbf {R} )\rangle _{(\mathbf {r} )}=\delta _{k'k}E_{k}(\mathbf {R} )}
é diagonal. Após a multiplicação pela função real {\displaystyle \chi _{k'}(\mathbf {r} ;\mathbf {R} )} da esquerda para a direita e a integração sobre as coordenadas eletrônicas {\displaystyle \mathbf {r} }, a equação de Schrödinger total
{\displaystyle H\Psi (\mathbf {R} ,\mathbf {r} )=E\Psi (\mathbf {R} ,\mathbf {r} )}
é transformada em um conjunto de K equações de autovalor acopladas, dependendo apenas das coordenadas nucleares
{\displaystyle [\mathbb {H} _{\text{n}}(\mathbf {R} )+\mathbb {H} _{\text{e}}(\mathbf {R} )]{\boldsymbol {\phi }}(\mathbf {R} )=E{\boldsymbol {\phi }}(\mathbf {R} ).}
O vetor coluna {\displaystyle {\boldsymbol {\phi }}(\mathbf {R} )} possui elementos {\displaystyle \phi _{k}(\mathbf {R} ),\ k=1,\ldots ,K}. A matriz {\displaystyle \mathbb {H} _{\text{e}}(\mathbf {R} )} é diagonal, e a matriz nuclear de Hamilton é não diagonal; seus termos fora da diagonal (acoplamento vibrônico) {\displaystyle {\big (}\mathbb {H} _{\text{n}}(\mathbf {R} ){\big )}_{k'k}} são discutidos mais detalhadamente a seguir. O acoplamento vibrônico nesta abordagem se dá por meio de termos de energia cinética nuclear.
A solução dessas equações acopladas fornece uma aproximação para energia e função de onda que vai além da aproximação de Born-Oppenheimer.
Infelizmente, os termos de energia cinética fora da diagonal são geralmente difíceis de manipular. É por isso que frequentemente se aplica uma transformação diabática, que retém parte dos termos de energia cinética nuclear na diagonal, remove os termos de energia cinética fora da diagonal e cria termos de acoplamento entre os PESs adiabáticos fora da diagonal.
Se pudermos desprezar os elementos fora da diagonal, as equações se desacoplarão e se simplificarão drasticamente. Para mostrar quando essa negligência é justificada, suprimimos as coordenadas na notação e escrevemos, aplicando a regra de Leibniz para diferenciação, os elementos da matriz de {\displaystyle T_{\text{n}}} como
{\displaystyle T_{\text{n}}(\mathbf {R} )_{k'k}\equiv {\big (}\mathbb {H} _{\text{n}}(\mathbf {R} ){\big )}_{k'k}=\delta _{k'k}T_{\text{n}}+\sum _{A,\alpha }{\frac {1}{M_{A}}}\langle \chi _{k'}|P_{A\alpha }|\chi _{k}\rangle _{(\mathbf {r} )}P_{A\alpha }+\langle \chi _{k'}|T_{\text{n}}|\chi _{k}\rangle _{(\mathbf {r} )}.}
Os elementos diagonais ({\displaystyle k'=k}) da matriz {\displaystyle \langle \chi _{k}|P_{A\alpha }|\chi _{k}\rangle _{(\mathbf {r} )}} do operador {\displaystyle P_{A\alpha }} se anulam, pois assumimos que a reversão temporal é invariante, portanto, {\displaystyle \chi _{k}} pode ser escolhido para ser sempre real. Os elementos fora da diagonal da matriz satisfazem
{\displaystyle \langle \chi _{k'}|P_{A\alpha }|\chi _{k}\rangle _{(\mathbf {r} )}={\frac {\langle \chi _{k'}|[P_{A\alpha },H_{\text{e}}]|\chi _{k}\rangle _{(\mathbf {r} )}}{E_{k}(\mathbf {R} )-E_{k'}(\mathbf {R} )}}.}
O elemento da matriz no numerador é
{\displaystyle \langle \chi _{k'}|[P_{A\alpha },H_{\mathrm {e} }]|\chi _{k}\rangle _{(\mathbf {r} )}=iZ_{A}\sum _{i}\left\langle \chi _{k'}\left|{\frac {(\mathbf {r} _{iA})_{\alpha }}{r_{iA}^{3}}}\right|\chi _{k}\right\rangle _{(\mathbf {r} )}\quad {\text{com}}\quad \mathbf {r} _{iA}\equiv \mathbf {r} _{i}-\mathbf {R} _{A}.}
O elemento da matriz do operador de um elétron que aparece no lado direito é finito.

Quando as duas superfícies se aproximam, {\displaystyle E_{k}(\mathbf {R} )\approx E_{k'}(\mathbf {R} )}, o termo de acoplamento do momento nuclear torna-se grande e não é mais desprezível. Este é o caso em que a aproximação de BO falha, e um conjunto acoplado de equações de movimento nuclear deve ser considerado em vez da única equação que aparece na segunda etapa da aproximação de BO.
Por outro lado, se todas as superfícies estiverem bem separadas, todos os termos fora da diagonal podem ser desprezados e, portanto, toda a matriz de {\displaystyle P_{\alpha }^{A}} é efetivamente zero. O terceiro termo à direita da expressão para o elemento da matriz de Tn (a correção diagonal de Born-Oppenheimer) pode ser aproximadamente escrito como a matriz de {\displaystyle P_{\alpha }^{A}} ao quadrado e, consequentemente, também é desprezível. Apenas o primeiro termo de energia cinética (diagonal) nesta equação sobrevive no caso de superfícies bem separadas, resultando em um conjunto diagonal e desacoplado de equações de movimento nuclear:
{\displaystyle [T_{\text{n}}+E_{k}(\mathbf {R} )]\phi _{k}(\mathbf {R} )=E\phi _{k}(\mathbf {R} )\quad {\text{for}}\quad k=1,\ldots ,K,}
que são o segundo passo normal das equações de BO discutidas acima.
Reiteramos que, quando duas ou mais superfícies de energia potencial se aproximam, ou mesmo se cruzam, a aproximação de Born-Oppenheimer falha e é necessário recorrer às equações acopladas. Normalmente, invoca-se então a aproximação diabática.